# Миусская операция
Миусская наступательная операция или Наступательная операция на реке Миус — фронтовая наступательная операция войск Южного фронта, проведённая 17 июля — 2 августа 1943 года против немецких войск в Донбассе.

## Силы сторон и план операции

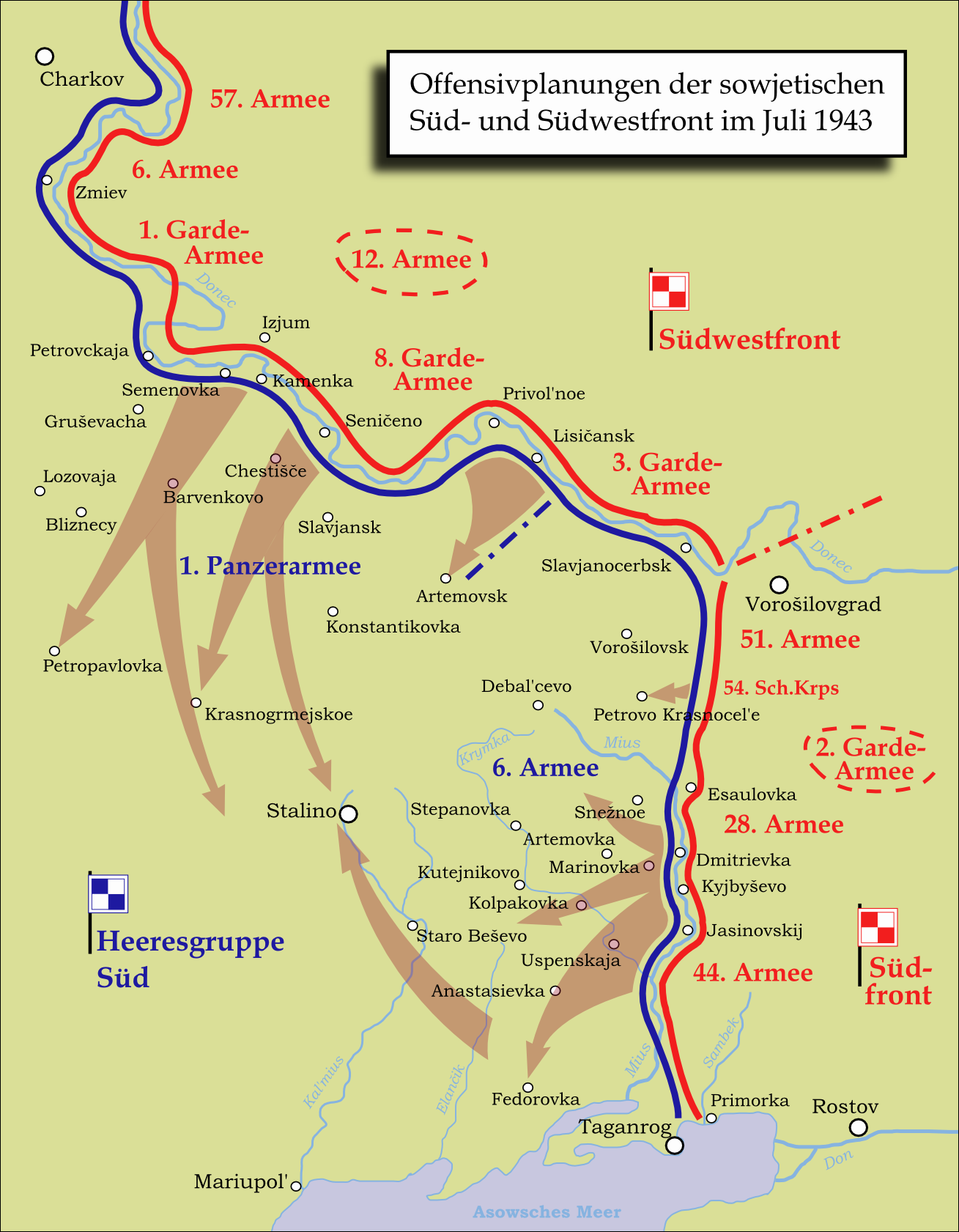
План наступления Южного и Юго-Западного фронтов в июле 1943 года.

Ещё в 1942 году германское командование приступило к созданию оборонительного рубежа, известного как Миус-фронт, на подступах к Донбассу по территориям Ростовской, Ворошиловградской и Донецкой областей. На этом рубеже немецкие войска остановили советское наступление во время Ростовской операции в феврале 1943 года, после чего он непрерывно совершенствовался и достраивался. К июлю 1943 года Миус-фронт имел три оборонительные полосы. Первая — на западном берегу Миуса на глубину до 21 километра. Вторая — по берегам рек Мокрый Еланчик и Крынка на глубину до 11 километров. Третья — по рекам Кальмиусу и Грузской на глубину до 7 километров. Каждая оборонительная полоса имела от 1 до 3 линий траншей. Между полосами имелись промежуточные и отсечные оборонительные рубежи. Общая протяжённость всех траншей в системе Миус-фронта превышала 18 тысяч километров. Между ними располагались минные поля с плотностью до 1800 мин на один квадратный километр. На один километр фронта приходилось по 12-15 дотов и дзотов, в своём большинстве железобетонных. Были подготовлены «волчьи ямы», дно которых было утыкано острыми штырями, эскарпы, противотанковые рвы, подвижные бронированные щиты с амбразурами для ведения огня. Общая глубина обороны составляла 40-50 километров.
Оборону Миус-фронта в полосе предстоящей операции занимала 6-я армия (командующий — генерал-полковник Карл-Адольф Холлидт) из состава группы армий «Юг» (генерал-фельдмаршал Эрих фон Манштейн), а также 4-й воздушный флот (командующий — генерал-фельдмаршал авиации Вольфрам фон Рихтгофен). Непосредственно против войск Южного фронта в полосе 180 километров оборонялись три немецких армейских корпуса, объединявших 11 дивизий и 5 батальонов штурмовых орудий из состава 6-й армии. Кроме того, в донбасскую группировку противника входила 1-я танковая армия.
Ставка Верховного Главнокомандования поставила перед командованием Южного фронта (командующий генерал-полковник Ф. И. Толбухин) задачу сковать, а при благоприятных условиях во взаимодействии с войсками Юго-Западного фронта разгромить донбасскую группировку гитлеровцев, не допустив переброску её сил в район Курского выступа, где шли решающие сражения Курской битвы.
В состав Южного фронта входили:

• 51-я армия (генерал-лейтенант Г. Ф. Захаров),

• 5-я ударная армия (генерал-лейтенант В. Д. Цветаев),

• 28-я армия (генерал-лейтенант В. Ф. Герасименко),

• 44-я армия (генерал-лейтенант В. А. Хоменко),

• 2-я гвардейская армия (генерал-лейтенант Я. Г. Крейзер, с 30 июля — генерал-лейтенант Г. Ф. Захаров),

• 8-я воздушная армия (генерал-лейтенант авиации Т. Т. Хрюкин).
Общая численность войск фронта составляла к началу операции 271 790 человек. Главный удар наносили 5-я ударная и 28-я армии в центре из района Куйбышево — Дмитровка в направлении Успенской, Артёмовки, Фёдоровки. При благоприятном развитии операции эти армии должны были наступать через Амвросиевку и охватить с севера таганрогскую группировку противника. Для развития успеха в резерве фронта находилась 2-я гвардейская армия с приданными ей двумя механизированными корпусами (2-й гвардейский мехкорпус и 4-й мехкорпус), её ввод в бой планировался в полосе 28-й армии. Вспомогательные удары — частью сил 51-й армии на правом крыле (в направлении Красный Луч — Сталино) и 44-й армией на левом крыле фронта (севернее Матвеев-Кургана).
С аналогичными целями на Юго-Западном фронте в это же время проводилась Изюм-Барвенковская наступательная операция. Действия Южного и Юго-Западного фронтов координировал представитель Ставки Верховного Главнокомандования Маршал Советского Союза А. М. Василевский.
По утверждению Манштейна, немецкая воздушная разведка установила подготовку советских войск к предстоящему наступлению.

## Ход операции
Наступление советских войск началось 17 июля 1943 года после мощной артиллерийской подготовки. Сражение с первых часов приобрело исключительно упорный характер. Многие мощные узлы обороны и оборонительные сооружения оказались не подавленными артиллерией. Немецкие войска оказывали упорное сопротивление. Кроме того, немецкое командование сразу ввело в бой большие силы авиации, которая эшелонами бомбила наступающие войска и подходящие к месту сражения резервы. Не способствовали успеху и условия местности — вдоль левого берега Миуса находятся возвышенности, а многочисленные балки затрудняли использование танков.
Тем не менее, на направлении главного удара войскам Южного фронта удалось вклиниться в немецкую оборону, прорвать первый оборонительный рубеж и захватить небольшой плацдарм (глубиной 5-6 километров, по фронту до 35 километров) на реке Миус в районе Степановка, Мариновка. Противник оказал упорное сопротивление, и, опираясь на мощную систему обороны, остановил советское наступление. В последующие дни на достигнутом рубеже велись исключительно упорные бои — советские войска непрерывно атаковали врага, немецкие части отбивали их удары и сами непрерывно контратаковали. К месту прорыва перебрасывались подкрепления — к 19 июля немецкое командование дополнительно ввело в бой 4 дивизии из резерва армии: 16-ю моторизованную дивизию, 32-ю, 111-ю, 336-ю пехотные дивизии и унтер-офицерскую школу 6-й армии (БИРЮЗОВ), а 20 июля — 24-й танковый корпус из состава 1-й танковой армии. Срочно были переброшены и несколько авиационных групп с Курского направления, а с неатакованных участков фронта — большое количество немецкой артиллерии.
Советское командование также ввело в бой фронтовой резерв — во второй половине дня 17 июля началась переброска на плацдарм 2-й гвардейской армии. В связи с неудачными действиями 28-й армии, фронтовой резерв Толбухин решил вводить в бой в полосе 5-й ударной армии. Но ввод в бой 2-й гвардейской армии и её мехкорпусов был организован неудачно: они атаковали по мере переправы частей через Миус, подход войск к переправам и переправа производились под непрерывными бомбёжками немецкой авиации, движение частей армии было сразу установлено немецкой разведкой. Мощного удара не получилось, армия «завязла» в обороне врага, сумев продвинуться только на несколько километров и освободив три села. Несмотря на упорство сражения, ни одна из сторон не могла добиться успеха.
19 июля немецкое командование контратаковало с юга советский плацдарм силами 16-й моторизованной и 23-й танковой дивизий. Эта атака была отбита. Новый контрудар 20 июля также удалось отразить, но и наступавшие советские войска врагу удалось сковать. В этих боях противник потерял до 100 танков и штурмовых орудий.
Только 21 июля (из-за трудностей с переправой через Миус и сосредоточением на плацдарме) удалось ввести в бой советский 4-й механизированный корпус, уже понёсший существенные потери от ударов немецкой авиации. 22 июля советские войска возобновили наступление и продвинулись ещё на несколько километров, но прорвать немецкую оборону не смогли — по-прежнему шло «выдавливание» противника. 23 июля наступление советских войск было остановлено противником. Последняя попытка советского наступления 25 июля окончилась вообще без каких-либо результатов и со значительными потерями.
Чтобы не допустить прорыва обороны на реке Миус, 28 июля 1943 года к плацдарму был переброшен 2-й танковый корпус СС (3-я танковая дивизия СС «Тотенкопф», 2-я танковая дивизия СС «Рейх», 3-я танковая дивизия). Эти дивизии прибыли из-под Курска. К названным танковым дивизиям добавилась оперативная группа «Кемпф», а также 4 авиационные группы из-под Курска и с Таманского полуострова.

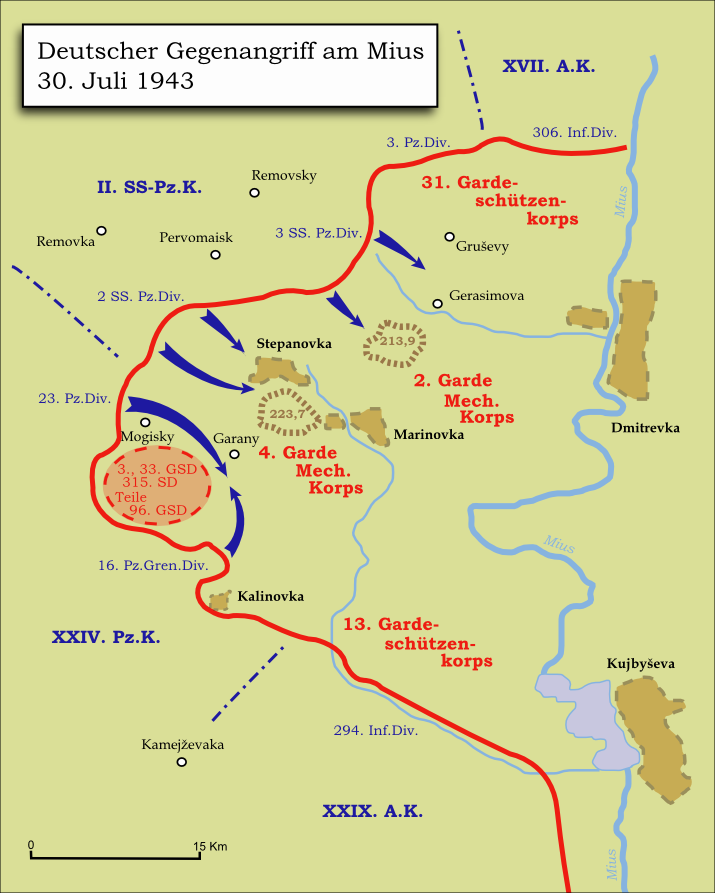
Немецкое контрнаступление, 30 Июля 1943 года.

30 июля противник нанёс сильный контрудар этими силами (в бой введено единовременно до 258 танков и около 100 штурмовых орудий) в полосе сильно ослабленного в предыдущих боях 31-го стрелкового корпуса 5-й ударной армии и соседних частей 28-й армии. Также 294-я пехотная и 15-я авиаполевая дивизии атаковали части 2-й ударной армии. Наступавшим частям 24-го немецкого танкового корпуса удалось прорвать оборону советских войск, при этом четыре стрелковых полка были окружены. 2-й немецкий танковый корпус СС только на одном участке смог незначительно вклиниться в советскую оборону, на остальных участках его наступление было отбито с большими потерями (91 танк и свыше 900 человек). Ожесточённое сражение продолжалось всю ночь и следующие сутки. Стороны непрерывно контратаковали друг друга; позиции, высоты и населённые пункты неоднократно переходили из рук в руки. Но непосредственная угроза переправам и как следствие — окружения советских войск на плацдарме — со стороны немецкого 24-го танкового корпуса сохранялась.
По категорическому требованию И. В. Сталина 31 июля ценой больших усилий войска фронта попытались вывести из окружения окружённые полки, но спасти удалось только один из них — остальные к тому времени почти полностью погибли. 1 августа непрерывные немецкие атаки продолжались, продвижение врага развивалось, хотя и очень медленно из-за сопротивления советских войск, но безостановочно. Немцы ввели в бой практически все боеспособные танки — 400-500 единиц. Командующие армиями были вынуждены начать частичный отвод войск за Миус по своей инициативе. Видя невозможность восстановления позиций и чтобы не допустить уничтожения войск на плацдарме, командующий фронтом Ф. И. Толбухин вечером 1 августа обратился в Ставку за разрешением на отвод войск за Миус. Разрешение было получено, эвакуация была выполнена в сложной обстановке под прикрытием усиленных арьергардов основными силами в ночь на 2 августа, а к 17:00 2 августа переправились и прикрывавшие отход части.
На вспомогательных направлениях наступление советских войск было отбито: 51-я армия продвинулась 17-го июля на несколько километров, но 20-го июля немецким контрударом отброшена в исходное положение. Последующие атаки до 27 июля успеха не имели. Аналогично завершился удар и в 44-й армии.
Примерно таким же образом завершилось наступление и соседнего Юго-Западного фронта (Изюм-Барвенковская наступательная операция).

## Итоги операции
В Миусской операции советские войска не смогли прорвать Миус-фронт и нанести поражение противнику. Занятый в начале операции и удерживаемый с тяжёлыми потерями плацдарм пришлось оставить. Однако вторая цель операции была достигнута: Южный фронт своими активными действиями сковал 6-ю армию и 1-ю танковую армию противника в Донбассе, не позволил ему перебросить отсюда ни одной дивизии под Курск. Более того, немецкое командование оказалось вынуждено направлять резервы из-под Харькова на направление отвлекающего удара. К Миусу было стянуто большое количество вражеских войск, в том числе и с Курского направления (2-й танковый корпус СС). Хотя изначально немецкое командование планировало иначе — так, 16-я моторизованная и 23-я танковая дивизии к началу операции уже начали выдвижение с Миуса под Харьков. Это безусловно облегчило успех советского наступления в Белгородско-Харьковской операции. Кроме того, опыт этой операции был обобщён и учтён советским командованием при проведении Донбасской операции 1943 года, в ходе которой оборона противника на реке Миус была успешно прорвана.

## Потери сторон
Общие потери советских войск составили 61 070 человек, из них 15 303 — безвозвратные, 45 767 человек — санитарные. Манштейн в своих мемуарах утверждает, что в сражении на Миусском плацдарме советские войска потеряли около 18 000 только пленными, 700 танков (что даже больше заявления немецкого командования того времени — в 1943 году немцы заявили об уничтожении 585 советских танков), 200 орудий и 400 противотанковых орудий. По данным Типпельскирха, только пленных немцы взяли на Миусском плацдарме около 18 тысяч (в некоторых немецких изданиях приводится более точная цифра — 17 762).
Немецкая 6-я армия по собственным данным в период с 17 июля по 2 августа потеряла 21 369 человек, в том числе 3289 убитыми, 2254 пропавшими без вести и 15 817 ранеными. Потери в танках и штурмовых орудиях превысили 300 единиц. Общие потери немецких войск по оценке советского командования составили около 35 000 человек.